# Pocatello
Pocatello (in inglese [po kə tɛ lo]) è una città degli Stati Uniti, nello Stato dell'Idaho.
È il capoluogo della contea di Bannock (Bannock County). Una parte della città è situata nella contea di Power.
È sede dell'Università statale dell'Idaho.
La popolazione era di 57 730 abitanti nella stima del 2022.